# Rogue (film)

Rogue („Colți”) este un film de groază australian din 2007, regizat, scris și produs de Greg McLean cu actorii Michael Vartan și Radha Mitchell.

## Descriere
Mai mulți turiști fac o excursie cu barca pe un râu australian când sunt loviți de ceva ciudat. Ei își dau seama că e un crocodil de cca. 6-7 metri de care trebuie să se ferească înainte de a ajunge prada lui.

## Localizare
McLean a filmat Rogue la Parcul Național Kakadu, în Teritoriul de Nord al Australiei.

## Actori
- Michael Vartan - Pete Mckell
- Radha Mitchell - Kate Ryan
- Sam Worthington - Neil
- Stephen Curry - Simon
- Celia Irlanda - Gwen
- John Jarratt - Russel
- Heather Mitchell - Elizabeth
- Geoff Morrel - Allen
- Mia Wasikowska - Sherry
- Caroline Brazier - Mary Ellen
- Robert Taylor - Everett Kennedy
- Damien Richardson - Collin

## Box-office
Filmul și-a făcut debutul în box-office pe 11 noiembrie 2007, dar a fost un eșec.

## Critici
Chiar dacă filmul a fost un eșec în Box-office, a primit comentarii pozitive, având un succes mai mare decât Wolf Creek. Filmul are aprecieri de la 11 critici de la site-ul Rotten Tomatoes. Criticii au spus că dezavantajul filmului a fost că avea asemănări cu filmul Jaws din 1975.